# 岩版

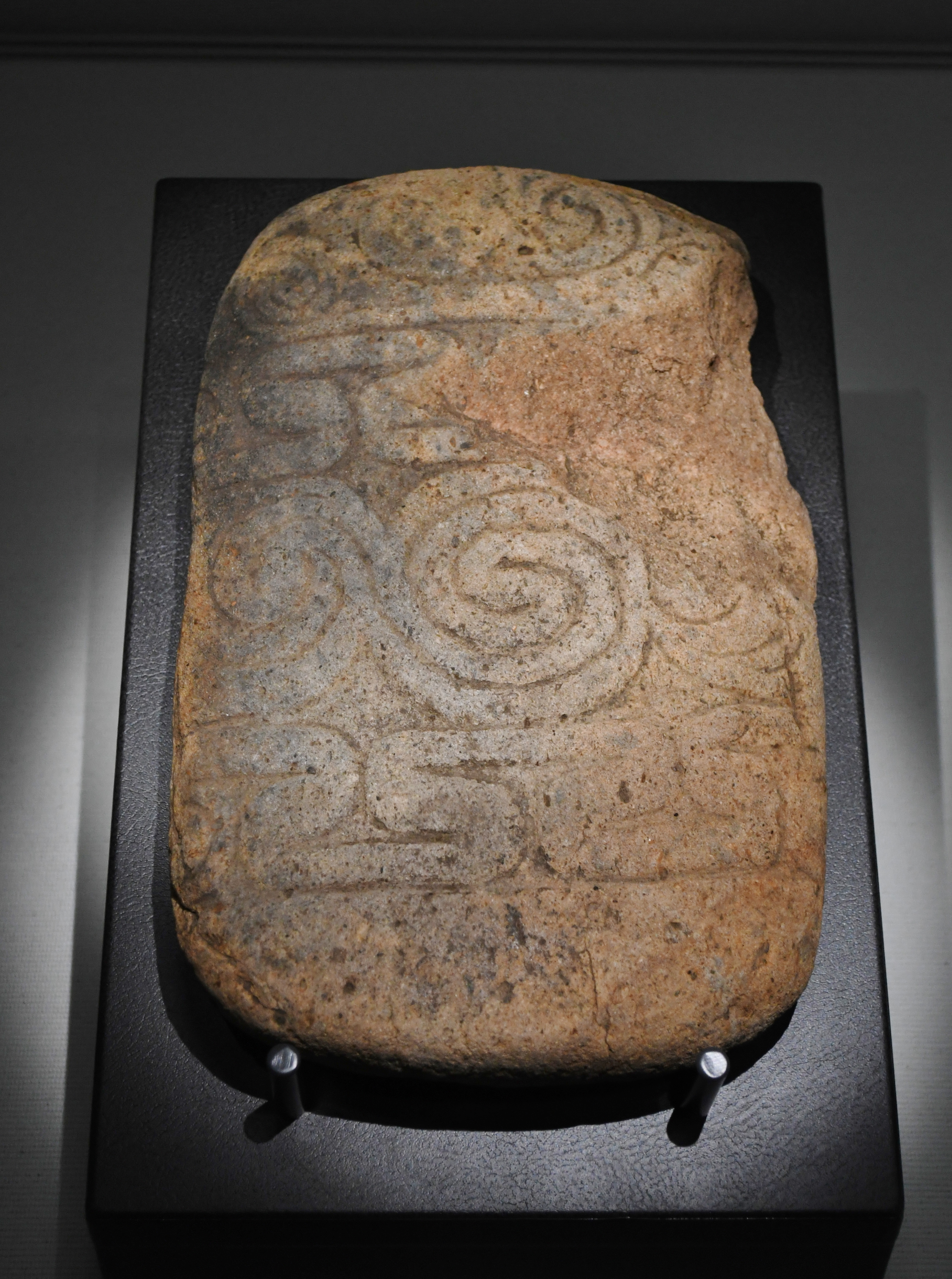
群馬県伊勢崎市の北米岡遺跡出土の日本最大級の岩版（群馬県立歴史博物館蔵、国の重要文化財）

岩版（がんばん）とは、東海地方から東北地方にかけての縄文時代晩期の遺跡から出土する、凝灰岩や砂岩などの柔らかい石の板に幾何学文様を描いた石製品である。タブレット（Tablet）、石盤（せきばん）とも。

## 概要
人形をした岩偶などと共に出土し、護符として使われていたと考えられている。
エドワード・S・モースが大森貝塚で「タブレット」と命名したものを発掘した。岩版について最初に報告したのは、東京都下沼部貝塚出土資料を「石盤」と命名した考古学者鳥居龍蔵と内山九三郎である。それらを分析し考察を行ったのは考古学者大野延太郎である。
考古学者の池上啓介は、東北・関東地方出土の土版・岩版について分類を行い、A型（形態楕円形）・B型（形態四角形）・C型（人面形）の3種に大別したが、天羽利夫は文様などから東北地方で第一類から第六類、関東地方でA類・B類に分類を行った。

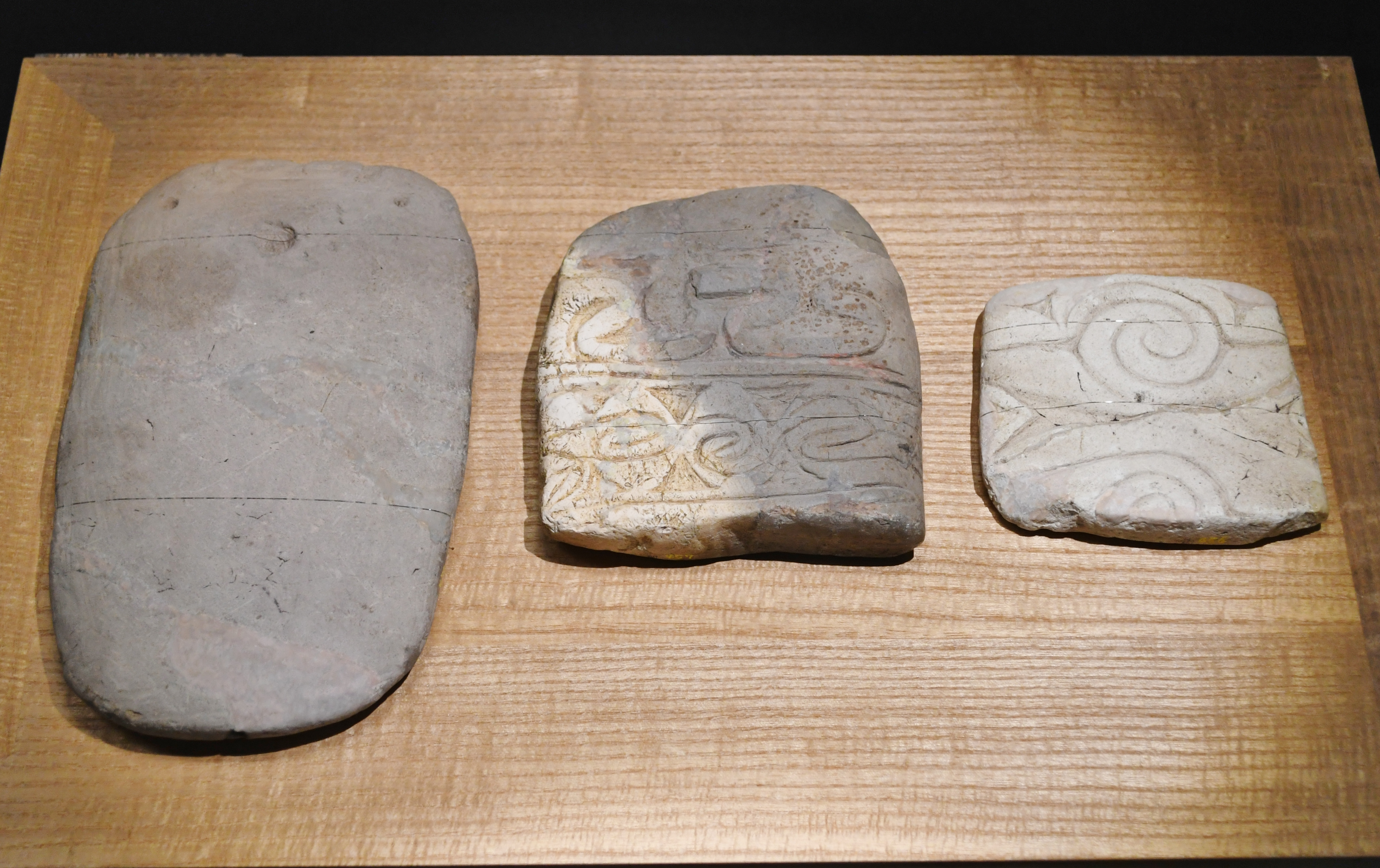
千網谷戸遺跡 岩版